# Fidonia plummistaria
Fidonia plummistaria är en fjärilsart som beskrevs av Charles Joseph de Villers 1789. Fidonia plummistaria ingår i släktet Fidonia och familjen mätare. Inga underarter finns listade i Catalogue of Life.